# Polarizzatore

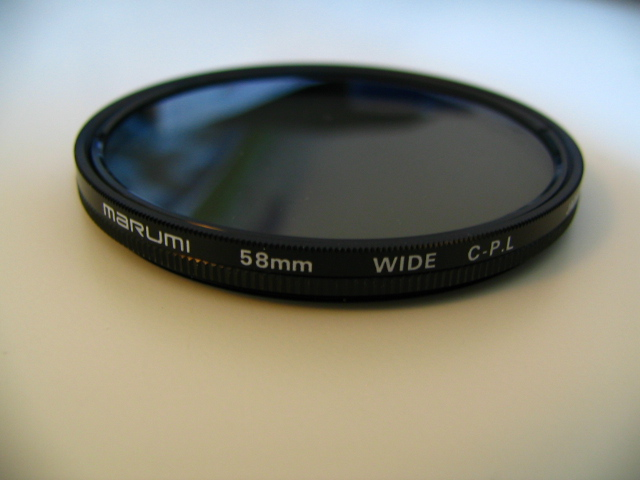
Filtro polarizzatore circolare per ottiche fotografiche

Un polarizzatore (anche detto filtro polarizzante o lente polarizzata) è un filtro che blocca la radiazione elettromagnetica a seconda della sua polarizzazione. Il polarizzatore ha ampie applicazioni in vari campi quali l'optoelettronica, la fotografia, la stereoscopia, le analisi di laboratorio, ecc.

## Principio di funzionamento e caratteristiche

Due filtri polarizzati sovrapposti

Il filtro più semplice da realizzare è un filtro dicroico. Esso è composto da lamelle spaziate tra loro dell'ordine della lunghezza d'onda della luce incidente le quali impediscono o smorzano l'oscillazione del campo elettrico della luce non parallela al loro asse di polarizzazione. Altri sistemi sfruttano la birifrangenza e la riflessione e la rifrazione all'angolo di Brewster, come i prismi di Nicol, Glan-Thompson, Glan-Taylor.
Ad esempio, la riflessione, specialmente per l'acqua e le superfici bagnate, è parzialmente polarizzata, e parte di questa luce riflessa viene bloccata, consentendo ad esempio ad un pescatore di vedere oltre la superficie dell'acqua.
Due filtri polarizzatori sovrapposti e orientati a 90 gradi l'uno rispetto all'altro danno un effetto di quasi totale oscuramento.
Esistono anche altri dispositivi ottici che producono luce polarizzata linearmente, come ad esempio le finestre di Brewster utilizzate nei laser.
Se un fascio di luce polarizzata attraversa un filtro polarizzante l'intensità luminosa viene smorzata secondo la legge di Malus {\displaystyle I=I_{0}\cos ^{2}\theta _{i}}, dove {\displaystyle I_{0}} è l'intensità della luce entrante, {\displaystyle I} l'intensità della luce uscente e {\displaystyle \theta } è l'angolo tra le due direzioni di polarizzazione: in entrata e in uscita dal filtro.
Come conseguenza se l'angolo {\displaystyle \theta } è di 90° la luce viene completamente assorbita, se è di 0° attraversa totalmente il filtro. Su questo principio si basano gli schermi a cristalli liquidi.
Per ottenere luce polarizzata circolarmente di solito si procede trattando un fascio già polarizzato linearmente con dei dispositivi ottici adatti. I più diffusi sono le lamine {\displaystyle \lambda /4}, cioè uno strato di materiale ottico non omogeneo che presenta due indici di rifrazione diversi lungo due direzioni ortogonali. Il materiale deve avere uno spessore {\displaystyle d} che rispetta l'equazione {\displaystyle d=\lambda /4\Delta n}, dove {\displaystyle \lambda } è la lunghezza d'onda della radiazione nel vuoto e {\displaystyle \Delta n} la differenza tra l'indice di rifrazione massimo e il minimo.

## Applicazioni

### Fotografia

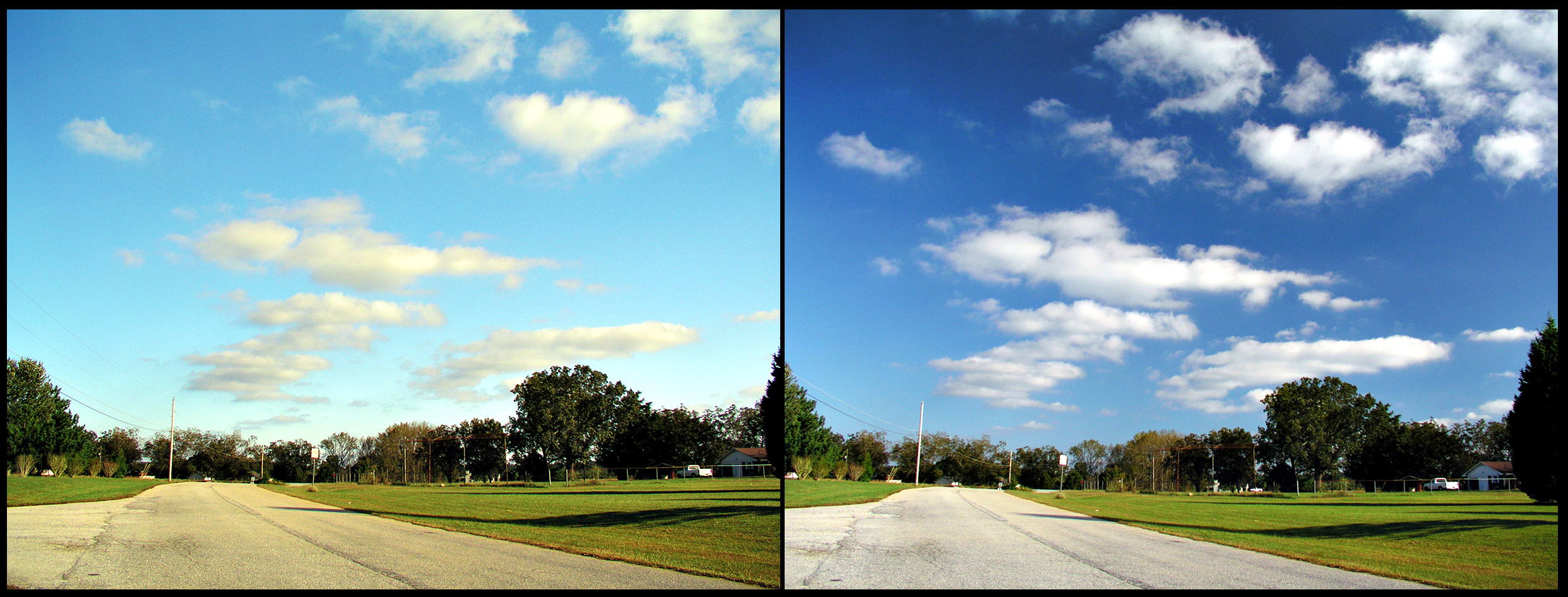
Esempio di utilizzo di filtro polarizzatore per modificare la luminosità del cielo

Il filtro polarizzatore impedisce il passaggio delle onde luminose riflesse dall'acqua o da altre superfici. Grazie a questa proprietà è possibile restituire la trasparenza ad un corso d'acqua illuminato dal sole, che altrimenti apparirebbe bianco o molto chiaro a causa della riflessione della luce. Allo stesso modo, il cielo viene reso più terso e saturo bloccando la luce riflessa del vapore acqueo presente nell'aria. Per massimizzare l'effetto, si deve inquadrare avendo il sole di lato.
Il filtro vero e proprio è quasi sempre alloggiato all'interno di un supporto girevole che tramite una ghiera permette di orientare a piacimento il piano di polarizzazione per ottenere l'effetto desiderato.
I filtri polarizzati per fotografia sono disponibili di due tipologie:
- lineare: spesso indicato con la sigla PL
- circolare: indicato con la sigla C-PL, PL-CIR o CPL

L'effetto in fotografia di questi due tipi di filtro è identico. La differenza tra i due sta nel fatto che il filtro circolare, dopo aver polarizzato la luce selezionando un piano di polarizzazione preferenziale, la depolarizza nuovamente. Questo permette ai sensori autofocus delle moderne macchine fotografiche, sensibili al piano di polarizzazione della luce che li colpisce, di funzionare correttamente.
Anche la luce del cielo è polarizzata, e vengono utilizzati filtri polarizzatori per scurire il colore del cielo senza però aggiungere altri colori agli altri oggetti, o anche nelle fotografie bianco-nero per controllare la riflessione degli oggetti e dell'acqua.
Un altro utilizzo, seppur meno comune, è quello di sovrapporre due filtri polarizzati: facendoli ruotare l'uno rispetto all'altro si ottiene un filtro quasi neutro di intensità regolabile.

### Stereoscopia

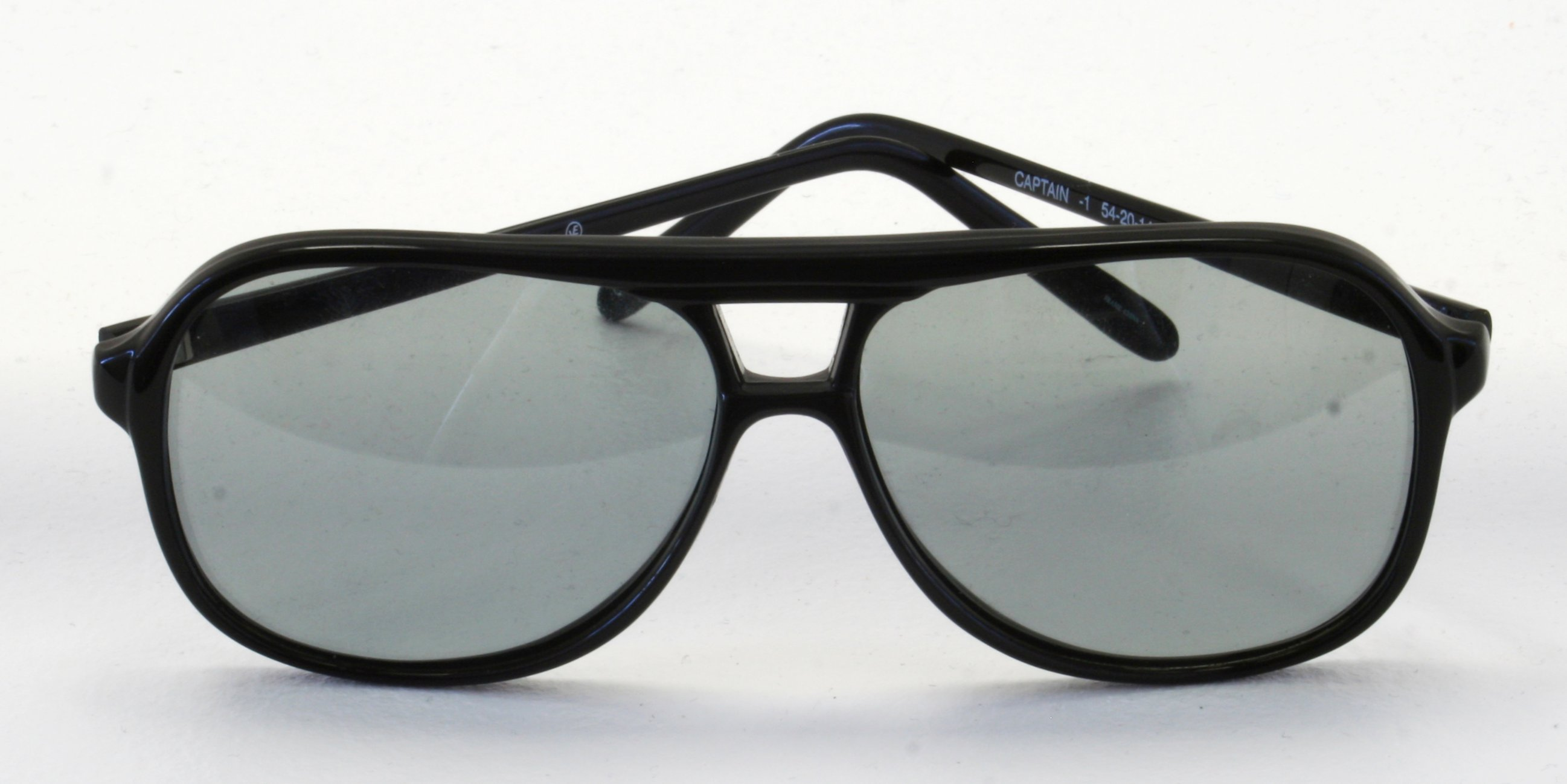
Occhiali a lenti polarizzate

Per poter ottenere l'illusione della tridimensionalità, da un qualsiasi piano (come lo schermo del cinema), bisogna ricreare la parallasse degli occhi. Infatti è proprio perché abbiamo due occhi che vediamo gli oggetti con la giusta profondità: il cervello, percependo attraverso gli occhi due immagini leggermente disallineate (6 cm circa un occhio dall'altro), ricostruisce la dimensione e la distanza di queste dal punto di osservazione.
Per ricostruire tale illusione di tridimensionalità è necessario quindi riprendere due immagini distinte, una per l'occhio sinistro e una per l'occhio destro, che verranno poi visualizzate attraverso appositi dispositivi stereoscopici (stereoscopio, anaglifo, ecc.).
Nel caso di immagini proiettate (cinematografica o fotografica fissa), possono venire utilizzati i sistemi dell'anaglifo, degli otturatori alternati (oggi tale sistema è digitalizzato e gli otturatori sono lenti LCD montate su occhiali sincronizzati da un computer), e della luce polarizzata.
Per la visione di immagini stereoscopiche, si possono così utilizzare degli occhiali che montano delle lenti con dei filtri a polarizzazione lineare oppure a polarizzazione circolare. In ogni caso, il canale per l'occhio sinistro avrà una polarizzazione differente da quello destinato all'occhio destro, cosicché le due immagini proiettate sullo schermo alternativamente, vengano discriminate dal sistema in modo da essere visualizzate solamente dall'occhio a cui sono destinate.

#### Sistema RealD

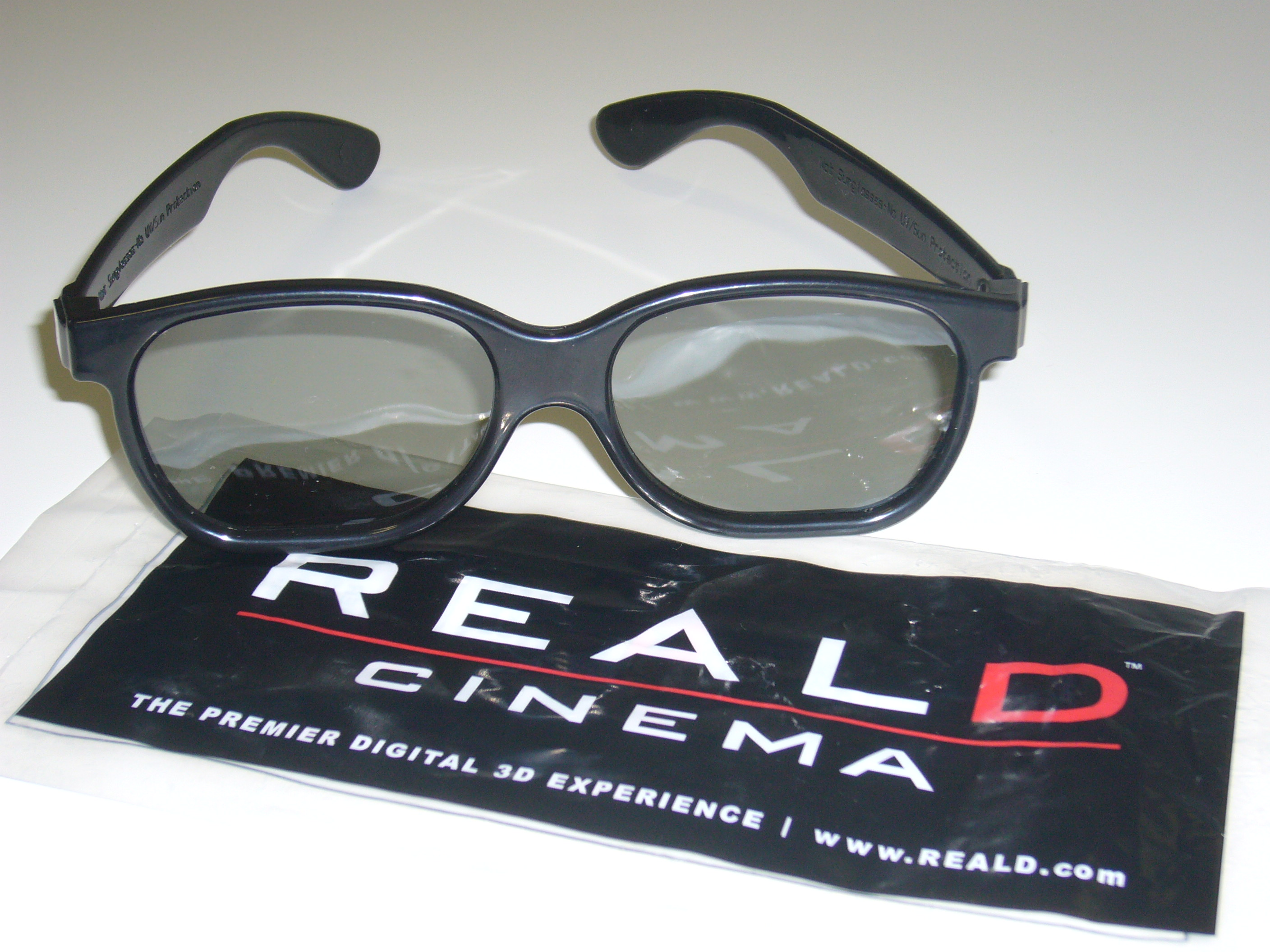
Occhiali a polarizzazione circolare per sistema RealD

Nel sistema RealD viene utilizzato un proiettore che alterna due immagini per ogni fotogramma, (es. L1-R1, L2-R2, e così via - dove L sta per sinistra, R per destra e il corrispondente numero indica il fotogramma), entrambe andranno proiettate sullo stesso schermo, alternate ad una frequenza di 144 Hz (72 frame per canale).
Durante la proiezione il filtro polarizzatore elettronico posto davanti all'obiettivo alterna le due "direzioni" di polarizzazione: una per il fotogramma destro, uno per il fotogramma sinistro. Queste immagini vengono proiettate su uno schermo speciale detto "silver screen", ovvero uno schermo riflettente che mantiene la luce polarizzata.
Questo nella stragrande maggioranza dei proiettori dotati di pannello "2K", i proiettori Sony hanno un pannello 4K, il che permette di visualizzare contemporaneamente i due fotogrammi sul pannello e poi mandarli a un'ottica speciale con due lenti, davanti alle quali ci sono due polarizzatori fissi, il vantaggio è che non esiste "triplo flash" e quindi l'immagine non lampeggia, è stabile come una proiezione normale.
Lo stesso sistema si può usare con due proiettori separati e una scheda video per computer che mandi su due uscite sincronizzate le immagini per i due occhi, ottenendo gli stessi vantaggi in termini di lampeggio dell'immagine.
Per poter discriminare le due immagini destinate all'uno o all'altro occhio, lo spettatore indossa appositi occhiali che montano filtri polarizzatori circolari.

### Occhiali da sole con lenti polarizzate

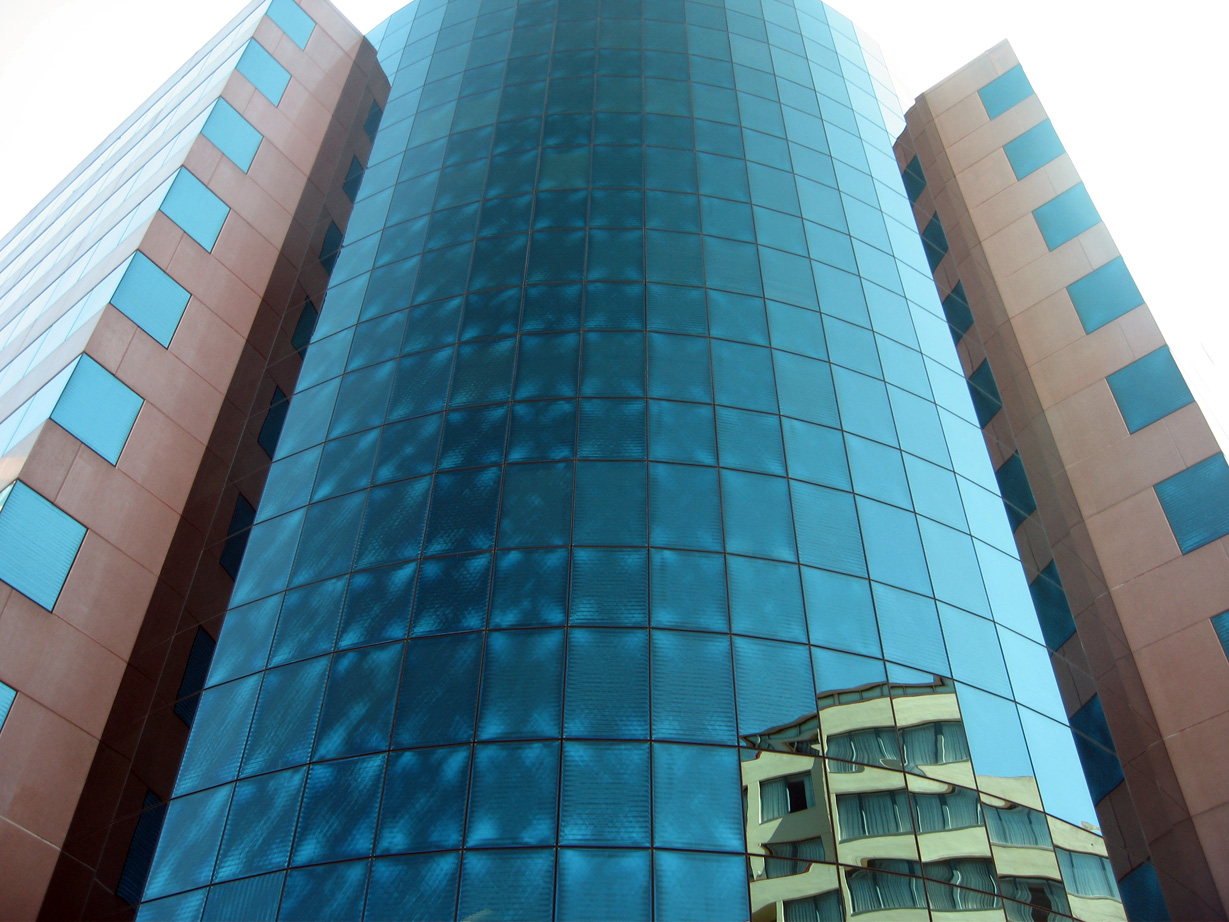
Un palazzo visto attraverso occhiali da sole Polaroid

Il principio del filtro polarizzatore viene applicato anche agli occhiali da sole, che, oltre alla proprietà di concentrare o divergere i raggi di luce ed attenuare le radiazioni UV-A e UV-B, tramite un filtro polarizzante, bloccano la radiazione elettromagnetica, caratterizzata da vettore elettrico con diverse direzioni di polarizzazione, lasciando passare solo le componenti con una specifica direzione.

#### Vantaggi
Gli occhiali con lenti polarizzate migliorano notevolmente la capacità in situazione di luce intensa:
- migliorano la percezione del contrasto;
- migliorano la visione nitida anche in lontananza;
- non modificano i colori naturali;
- diminuiscono l'affaticamento della vista.[senza fonte]

#### Effetti ottici

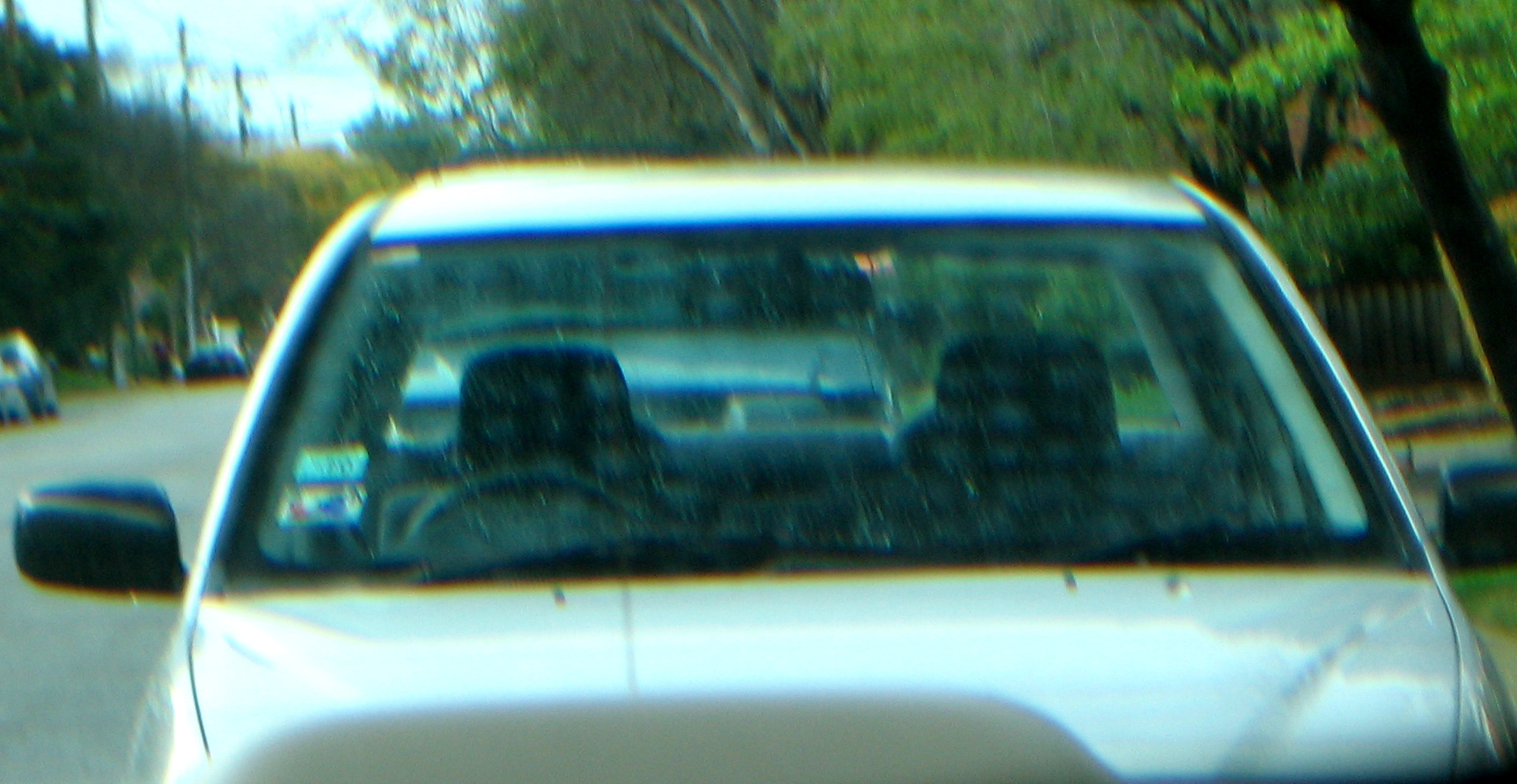
Visione dei parabrezza delle automobili.

- La fotografia a destra mostra come viene visto dall'occhio umano, attraverso una lente polarizzata, il parabrezza di una macchina; tale parabrezza, essendo fatto di vetro laminato, cambia l'angolo di polarizzazione della luce che lo attraversa dando come risultato questa particolare rete visiva.

#### Svantaggi
- I monitor LCD o TFT, come quelli dei cellulari, computer, tablet, contachilometri da bici, autoradio, ebook reader eccetera, detengono un angolo di rotazione sotto il quale la lente polarizzata oscura completamente la visuale (completamente nero), solitamente però non è né orizzontale né verticale, ma intermedio rispetto agli occhiali polarizzati.
- Nei caschi delle moto, alcune visiere creano degli effetti arcobaleno della luce o presentano una dominante, quale ad esempio il violetto.